# Айфельгайм
«Айфельгайм» (англ. Eifelheim) — науково-фантастичний роман американського письменника Майкла Флінна, опублікований у 2006 році. Ця історія вперше з'явилася як новела в листопадовому випуску журналу Analog Science Fiction and Fact за листопад 1986 року, який був номінантом на премію Г'юго як найкраща новела в 1987 році. Повний роман так само був номінований на премію Г'юго як найкращий роман 2007 року.

## Короткий зміст сюжету
У 1349 році Айфельгайм, невелике містечко в Шварцвальді Німеччини, зникло: воно перестало з'являтися на будь-яких картах або в будь-яких документах, оскільки, очевидно, було покинуте та ніколи не переселялося своєю громадою. Зникнення не є загадкою — Чорна смерть спустошила Європу. Але чому ця територія ніколи не була заселена, на відміну від більшості інших знелюднених територій? Ця таємниця заінтригувала історика кліометрики Тома Шверіна, який береться розгадати головоломку за допомогою свого партнера, фізика-теоретика Шерон Надь. Вони поступово виявляють докази аварійної посадки інопланетян у цьому районі.
Село спочатку називалося Оберхохвальд, а потім перейменовано на Теуфельгайм (німецькою мовою — дім диявола), яке згодом спотворено на Айфельгайм. Вони також дізнаються про священника міста, отця Дітріха, освіченого чоловіка, який служив місту в 1348 році, коли Чорна Смерть прибула до Північної Європи. Виявляється, Дітріх був першим послом людства та основним зв'язком між Ейфельхаймом та інопланетянами, які випадково розбили свій корабель у лісі за селом.
Роман зосереджується насамперед на зустрічі з інопланетянами в XIV столітті, приділяючи особливу увагу взаємодії між Дітріхом, християнським вченим, який любить Арістотеля та метафори, і технологічно розвиненою пост-ейнштейнівською групою потойбічних мандрівників. Взаємодія включає два теологічні питання. Перше: «чи можуть інопланетяни стати християнами?» відповідає ствердно, оскільки деякі з них стають наверненими. Друге: «де Бог, коли щось йде не так?» складніше відповісти, як для німців, так і для прибульця Кренкена. Німці вражені чорною смертю, а Кренкенам, які мають імунітет до хвороби, але не можуть повернутися додому, потрібна амінокислота, якої немає в земних організмах. Відповідь двояка: завжди є надія, і Божа любов виражається до нас у безкорисливій любові до ближніх. Спроби Дітріха зрозуміти науку Кренкенів (їхній погляд на Сонячну систему та гравітацію сильно відрізняється від його) та їхні спроби пояснити це йому також є важливою темою.
Як другорядний персонаж з'являється Вільям Оккам. У пошуках Надя нової фізики, яка призведе до нових засобів космічної подорожі, допомагають дослідження Шверіна. Він знаходить схему Кренкена, намальовану в рукописі ченцями.

## Літературне значення та відгуки
Регіна Шредер у своїй рецензії для Booklist написала: «Флінн достовірно зберігає голос людини, чий світогляд базується на концепціях, майже повністю чужих сучасному розуму, і він створює напружену та захоплюючу історію історичного дослідження з сучасних фрагментів історії». Kirkus Reviews високо оцінив роман, назвавши його «ще одним ретельно дослідженим, напруженим, захоплюючим романом (частково заснованим на оповіданні 1986 року) для читачів, які шукають вдумливої наукової фантастики найвищого рівня». Entertainment Weekly сказав, що роман призначений для шанувальників «Розумних історій про перший контакт (Карл Саган зустрічає Умберто Еко)». За їх рецензією, роман «був сповнений різких історичних подробиць і роздумів про велику тему, цей щільний, провокаційний роман пропонує великі винагороди терплячим читачам».

## Видання в Україні
Український переклад книги було опубліковано 2023 року видавництвом Навчальна книга Богдан. Переклад з англійської Богдана Стасюка.